# 中里喜昭
中里喜昭（なかざと きしょう、1936年3月13日 - ）は、日本の小説家である。

## 経歴
長崎市に生まれ、中学卒業後三菱重工業（当時の名称は西日本重工業）長崎造船所に勤務する。結核にかかり闘病生活をするなかで文学に志し、宮柊二につながる結社で短歌をよむ。その後、小説に転じ、日本共産党機関紙『アカハタ』の小説募集に応募し、ペンネーム〈はた・さつき〉で「地金どろぼう」が入選し、小説が認められる。その後、1962年に、日本共産党創立40周年の文芸作品募集に『分岐』が入選（このときは中里喜昭で応募した）、作家としての生活をはじめる。1965年の日本民主主義文学同盟創立に参加し、当初から運営の中心を担い、事務局長も経験した。1969年から『赤旗』に連載した、三無事件も登場する『仮のねむり』で第2回多喜二・百合子賞を受賞する。1970年から『民主文学』に連載をはじめた『ふたたび歌え』（1973年完結）もあわせて、長崎の風土に根づいた労働者のたたかいを描いて、労働者の文学として注目を浴びた。
1970年代後半には、民衆の意識の底にある観念をさぐり、作品化する方向に向かった。島原半島の旧家の崩壊を描いた『自壊火山』（1976年）、隠れキリシタンの造船労働者を主人公にした『解かれゆく日々』（1977年）、三井三池炭鉱の下積み労働者の出自をさぐった『与論（ゆんぬ）の末裔』（1981年）などの長編作品がある。
1984年に文学同盟を退会したあとは、小説よりもルポルタージュに力を注いで、熊本県の川辺川ダムの問題を書いた『百姓の川 球磨・川辺』（2000年）がある。

## 著書
- 分岐  日本共産党中央委員会出版部 1963　のち新日本文庫
- のこりやま 新日本出版社 1967
- 分岐・解体 東邦出版社 1969
- 仮のねむり 新日本出版社 1969
- 水無川 東邦出版社 1970
- 人間らしく働く 新日本出版社 1972 (かもしか文庫)
- 詩と愛について 飯塚書店 1973
- ふたたび歌え 筑摩書房 1973
- 花森の衆たち 新日本出版社 1973
- 宮本百合子 汐文社 1974
- ふたたび歌え 筑摩書房 1976
- 自壊火山 筑摩書房 1976
- 香焼島 地方自治の先駆的実験 晩声社 1977 (ルポルタージュ叢書)
- 解かれゆく日々 新日本出版社 1977
- 詩と愛について 筑摩書房 1977 (ちくま少年文庫)飯塚書店版の一部をカット
- 青春のやぽねしあ 晩声社 1978 (ヤゲンブラ選書)
- 歩く、考える、アメリカ 晩声社 1980 (ヤゲンブラ選書)
- どこへ行く日本人 個と共同のいま・むかし 一光社 1980
- 与論の末裔 筑摩書房 1981
- 地方よみがえり伝説 筑豊・三池・香焼町ルポ 大月書店 1981
- おおく飢えの日 翠楊社 1981
- 子どもたちの風景 晩声社 1982
- 旅を栖と 軽四輪車十二万キロの老後十年 田辺順一共著 青木書店 1982
- オヤジがライバルだった  筑摩書房 1984 (ちくま少年図書館)
- 企業にっぽん人間模様 青木書店 1987
- おれたちムギ みずち書房 1988 (みずち少年文学シリーズ)
- 船をつくる 国土社 1989 (シリーズ・船)
- 昭和末期 みずち書房 1989
- クルージング 船と海と人の風景 マガジンハウス 1991
- ハイテク客船「ノルサン」物語  国土社 1992
- ボケ明日はわが身 誰にも必ず訪れる"恐怖"!どう防ぐ?どこで治せる? 主婦と生活社 1995
- 48歳からのボケチェック アルツハイマー「型」痴呆はふせげる NSR顧問医共著 同時代社 1995
- 百姓の川 球磨・川辺 ダムって、何だ 新評論 2000
- かんの谺 山田かん追想 山田和子共編 草土詩舎 2004
- ルポルタージュを書こう 市民のコレギウムをめざして（編）同時代社 2004